# 사이토 야스카
사이토 야스카(齋藤ヤスカ, 1987년 6월 29일 ~ )는 일본의 배우이다.

## 출연작

### 드라마
- 2006년~2007년 《굉굉전대 보우켄저》 이노우 마스미 역
- 켄봉블랙 2010년 《미모의 디테일》 노자와 마사타카 역
- 2010년 《사랑의 언령 : 세상 끝까지》

### 영화
- 2007년 《파워레인저 매직포스&트레저포스》 트레저 블랙 역